# 12 серпня
12 серпня — 224-й день року (225-й у високосні роки) в григоріанському календарі. До кінця року залишається 141 день.

## Свята

### Міжнародні
- ООН: Міжнародний день молоді

### Національні
- Україна: Україна, День молоді
- Україна: Україна, День української пісні[1]

### Релігійні

#### Християнство
Католицизм
- День Святої Іоанни де Шанталь.

Православ'я
- Мучеників Фотія й Аникити та багатьох із ними.
- Священномученика Олександра, єпископа Команського.
- Мучеників Памфіла й Капитона.

## Іменини
- Православні: Олександр[2]
- Католицькі: Клара, Леонід, Петро, Павло

## Події
- 1099 — хрестоносці перемогли мусульман при Аскалоні.
- 1654 — битва на р. Шкловці поблизу Борисова, розгромлене військо Речі Посполитої, очолюване Янушем Радзивіллом, гетьман ледве врятувався, в руках козацьких військ опинилася частина Литви, до московитів перейшов Смоленськ.
- 1658 — у Північній Америці сформовано перший поліцейський загін — Рательвахт;
- 1851 — американець Ісаак Мерріт Зінгер одержав патент на швейну машинку з ножним приводом;
- 1865 — британський хірург Джозеф Лістер вперше використав під час операції фенол (карболову кислоту) для дезінфекції інструментів та рук лікарів;
- 1896 — на річці Клондайк знайшли золото;
- 1915 — перше бойове застосування літака-торпедоносця. В ході Першої світової війни британський літак моделі Short Type 184 затопив османське судно;
- 1916 — біля Бережан почалися бої за гору Лисоню між Українськими січовими стрільцями та російською армією
- 1918 — у США уведена заборона на продаж спиртного на залізничних вокзалах;
- 1919 — початок наступу об'єднаних армій УНР на Київ та Одесу;
- 1933 — відбувся перший матч футбольної збірної України. Супротивниками українських футболістів стала збірна Туреччини;
- 1947 — перші рейди відділів УПА пробились до Західної Європи;
- 1949 — підписано Женевські конвенції про захист жертв війни;
- 1949 — в Лондоні через шпаків, які розмістилися на хвилинній стрілці годинника, Біг-Бен став відбивати час із запізненням на чотири з половиною хвилини;
- 1952 — Розстріл активістів ЄАК.
- 1953 — Енн Девідсон стала першою жінкою, яка самостійно перепливла на яхті Атлантичний океан;
- 1953 — менше, ніж через рік після випробування американцями водневої бомби, аналогічний 400-кілотонний пристрій було підірвано СРСР на полігоні в Семипалатинську (Казахстан);
- 1959 — в СРСР дозволили продавати в кредит товари довгострокового користування;
- 1962 — вирушив у космос перший український космонавт Павло Попович
- 1970 — Дженіс Джоплін у Гарвардському університеті дала свій останній концерт;
- 1981 — представлений персональний комп'ютер IBM PC;
- 1985 — авіакатастрофа лайнера Боїнг-747 за 100 км від Токіо;
- 1988 — на екрани США вийшов фільм Мартіна Скорсезе «Остання спокуса Христа»;
- 1990 — неподалік від міста Лубни закладено Пагорб скорботи — пам'ятник жертвам Голодомору 1932 — 1933 років;
- 1992 — США, Канада й Мексика підписали угоду про створення Північноамериканської зони вільної торгівлі (найбільший у світі єдиний торговельний простір);
- 1994 — відкрився рок-фестиваль «Вудсток '94», присвячений 25-річчю свого попередника;
- 1994 — на екрани США вийшов фільм Олівера Стоуна «Природжені вбивці»;
- 1999 — в Україні вирішено закрити всі витверезники;
- 2000 — у Баренцовому морі затонув російський атомний підводний човен «Курск», усі 118 членів екіпажу загинули;
- 2004 — започаткована Вікіпедія білоруською мовою.
- 2010 — у місті Луганськ зафіксовано найвищу температуру в історії України + 42°C

## Народились
Дивись також Категорія:Народились 12 серпня
- 1541 — Іпатій Потій, митрополит, український письменник-полеміст. Один з організаторів Берестейської унії (1596). Прихильник об'єднання православної і католицької церков.
- 1604 — Ієміцу Токуґава, третій сьоґун сьоґунату Едо.
- 1644 — Генріх Ігнац Франц фон Бібер, австрійський композитор і скрипаль родом з Богемського королівства.
- 1774 — Роберт Сауті, англійський письменник.
- 1781 — Роберт Міллз, американський архітектор, будівельник Білого дому й монумента Вашингтона;
- 1831 — Олена Блаватська, окультна письменниця українського походження, фундаторка Теософічного товариства.
- 1866 — Хасінто Бенавенте, іспанський драматург «покоління 98 року», лауреат Нобелівської премії з літератури 1922 року.
- 1880 — Редкліфф Голл, англійська поетеса, письменниця, авторка роману «Криниця самотності», новаторського твору у лесбійській літературі;
- 1881 — Сессіль Де Мілль, американський кінорежисер, творець кінокомпанії «Парамаунт Пікчерз», лауреат двох «Оскарів»;
- 1882 — Вінсент Бендікс (†1945), американський винахідник і промисловець, що придумав автомобільний стартер;
- 1882 — Енрік Казановас, іспанський скульптор.
- 1887 — Ервін Шредінгер, австрійський фізик, один із творців квантової механіки. Лауреат Нобелівської премії з фізики (1933)
- 1911 — Андрій Білецький (†1995) — український мовознавець, поліглот; син літературознавця Олександра Білецького, старший брат живописця та мистецтвознавця Платона Білецького.
- 1913 — Антоні Кумелья, іспанський художник-кераміст.
- 1925 — Норріс і Росс Макуїртер, брати-близнюки, яким спала на думку ідея створити «Книгу рекордів Гіннесса»;
- 1954 — Франсуа Олланд, 24-й президент Франції;
- 1968 — Пол Такер, клавішник дуету Lighthouse Family;
- 1969 — Таніта Тікарам, популярна виконавиця;
- 1970 — Корі Вудс, американський співак, учасник хіп-хоп групи Wu-tang clan;
- 1971 — Піт Сампрас, в минулому американський тенісист грецького походження, 14-разовий переможець турнірів у одиночному розряді;

## Померли
Дивись також Категорія:Померли 12 серпня
- 30 до н. е. — Клеопатра VII, цариця Єгипту, з династії Птолемеїв, донька Птолемея XII, остання з царських правителів Стародавнього Єгипту.
- 1633 — Якопо Пері, італійський композитор, органіст та співак, автор перших опер.
- 1674 — Філіп де Шампань, французький художник доби бароко.
- 1827 — Вільям Блейк, англійський поет, художник та гравер.
- 1900 — Вільгельм Стейніц, австрійський і американський шахіст, перший офіційний чемпіон світу з шахів.
- 1900 — Володимир Соловйов, російський філософ українського походження, богослов, поет, публіцист, літературний критик; онук козацького сотника Василя Сковороди, брата філософа Григорія Сковороди.
- 1913 — Еме-Ніколя Моро (Aimé Nicolas Morot), французький художник і скульптор, представник академізму. («Добрий самаритянин», 1880).
- 1925 — Володимир Самійленко, український поет-лірик, сатирик, драматург, перекладач
- 1953 — Євген Патон, український академік, фахівець електрозварювання і мостобудування, засновник Інституту електрозварювання, автор мосту Патона в Києві.
- 1955 — Томас Манн, видатний німецький письменник, автор епічного роману, есеїст, лауреат Нобелівської премії з літератури (1929).
- 1964 — Ян Флемінг, англійський письменник і журналіст, автор романів про Джеймса Бонда.
- 1973 — Вальтер Гесс, швейцарський фізіолог, дослідник мозку, Нобелівський лауреат 1949 року.
- 1982 — Генрі Фонда, американський актор театру та кіно, батько акторів Пітера і Джейн Фонда.
- 1992 — Джон Кейдж, американський композитор-авангардист, музичний теоретик, письменник, філософ і художник.